# Вознесенский храм (Захоломье)
Церковь Вознесения Господня — православный храм в селе Захоломье Торопецкого района Тверской области.
Расположен в западной части села Захоломье. Каменный Вознесенский храм был построен в 1788 году помещицей Матроной Александровной Голенищевой-Кутузовой при помощи прихожан.
Имел три престола: в честь Вознесения Господня, в честь апостола Иоанна и в честь преподобного Сергия Радонежского. Причт до революции состоял из священника и псаломщика. В одно время храм был приписан к Успенской церкви села Столопно.
В 1876 году храм имел 910 прихожан (465 мужчин и 445 женщин) с 129 дворов и 37 деревень.
К Вознесенскому храму была приписана домовая церковь Димитрия Ростовского в селе Краснополец (1806 года постройки, не сохранилась).
В 1890 году при храме была открыта школа грамоты, в 1891 году — церковно-приходская школа.
В советское время храм был закрыт, в начале XXI века восстановлен.